# Stanley i Iris
Stanley i Iris – amerykański dramat filmowy z 1990 roku w reżyserii Martina Ritta z Jane Fondą i Robertem De Nito w rolach tytułowych.

## Obsada
| Aktor                | Rola         |
| -------------------- | ------------ |
| Jane Fonda           | Iris King    |
| Robert De Niro       | Stanley Cox  |
| Swoosie Kurtz        | Sharon       |
| Martha Plimpton      | Kelly King   |
| Harley Cross         | Richard King |
| Jamey Sheridan       | Joe          |
| Feodor Chaliapin Jr. | Leonides Cox |
| Zohra Lampert        | Elaine       |
| Loretta Devine       | Bertha       |
| Kathy Kinney         | Bernice      |
| Stephen Root         | Pan Hershey  |

Film kręcono w Toronto oraz Waterbury w stanie Connecticut. To był ostatni film jaki wyreżyserował Martin Ritt.